# Brubno
Brubno falu Horvátországban, Sziszek-Monoszló megyében. Közigazgatásilag Glinához tartozik.

## Fekvése
Sziszek városától légvonalban 38, közúton 60 km-re délnyugatra, községközpontjától légvonalban 15, közúton 24 km-re délre a Báni végvidék déli részén, a Zrinyi-hegység területén fekszik.

## Története
A Glinából Dvorra menő út bal oldalán Brubno faluval éppen szemközt két magányos domb látható. Az egykor jelentős várból és a nagyobbacska templomból mára csak falak maradtak. A templomot teljesen lerombolták, így egykori alakzata csak sejthető, a várból viszont helyenként két méter magasságban is állnak a falak. Az egykori elővárból semmi sem maradt. A várat ("castrum Brumen") 1327-től említik Babonić Radoszló fia Duim birtokaként, majd a kegyvesztett Babonićok más birtokaival együtt a Blagay családé.lett. A 14. század közepén a Blagay család pounji és zrinska gorai birtokainak központja volt. A brubnói Szent Miklós plébániatemplomot 1334-ben említi Ivan gorai főesperes "ecclesia sancti Nicolai de Brumen" alakban. Ebből a Crkvina nevű magaslaton maradtak fenn némi alapfalak. Jelentőségét igazolja, hogy a korabeli források szerint a plébános mellett még három másik pap látta el a szolgálatát. A vár alatti téren vásárokat tartottak, ahova az egész akkori Banovina területéről jöttek vásárosok. A vár alatt út vezetett a Zrinska gorán át a Pounj-hegység területére, mely kedvező feltételeket szabott a település fejlődésre is. Egy 1388-as dokumentum említi várnagyát András fia Pétert, akit a Lees (leš = hulla) gúnynévvel emlegettek és aki kirabolta Zrínyi Pál gróf Sebestyén és Szaniszló nevű alattvalóit. A várat megemlíti Blagay Gergely 1453-ba kiadott urbáriuma is, melyben megerősíti jobbágyainak jogait és kötelezettségeit. A török veszély közeledtére, melynek a Blagayok nagyon is tudatában voltak a boszniai határtérségben levő váraikat kezdték kiépíteni és megerősíteni. Az utolsó brubnoi birtokos Blagay Ferenc volt, aki gyakran tartózkodott a várban, de végül a közelgő török veszély hatására kénytelen volt elhagyni és a hatékonyabb védelem érdekében a közeli Bojnával együtt átadni Erdődy Péter akkori horvát bánnak. Lenković Iván uszkók főkapitány jelentése szerint 1563-ban 14 fős helyőrség állomásozott benne, mely kétségkívül kevés volt egy ilyen jelentőségű vár őrzésére. Lenković még 36 főt javasolt a létszám 50 főre történő feltöltésére, de ez végül sohasem sikerült neki. A török 1577-ben az egész térséget megszállta és a keresztény erők egészen a Kulpa folyóig kényszerültek hátrálni. A török a várba saját őrségett helyezett, de úgy tűnik, hogy ezután már jelentős szerepe nem volt. Mire a 17. század vége felé a császári csapatok visszafoglalták a vár már romos és elhagyatott volt, így azt nem tartották érdemesnek az újjáépítésre sem.
Az 1683 és 1699 között felszabadító harcokban a keresztény seregek kiűzték a térségből a törököt és a török határ az Una folyóhoz került vissza. Ezután a török uralom alatt maradt boszniai Unamentéről és Közép-Boszniából pravoszláv szerb családok érkeztek a felszabadított területekre. A mai Brubno benépesülése is ebben az időszakban kezdődött, majd több hullámban a 18. században is folytatódott. 1696-ban a szábor a bánt tette meg a Kulpa és az Una közötti határvédő erők parancsnokává, melyet hosszas huzavona után 1704-ben a bécsi udvar is elfogadott. Ezzel létrejött a Báni végvidék (horvátul Banovina), mely katonai határőrvidék része lett. 1745-ben megalakult a Glina központú első báni ezred, melynek fennhatósága alá ez a vidék is tartozott. 1881-ben megszűnt a katonai közigazgatás és Zágráb vármegye Glinai járásának része lett. 1857-ben 466, 1910-ben 668 lakosa volt. 1918-ban az új szerb-horvát-szlovén állam, majd később Jugoszlávia része lett. A második világháború idején a Független Horvát Állam része volt, de szerb lakossága fellázadt a fasiszta hatalom ellen. A falu 1991. június 25-én jogilag a független Horvátország része lett, de szerb lakói a Krajinai Szerb Köztársasághoz csatlakoztak. A falut 1995. augusztus 8-án a Vihar hadművelettel foglalta vissza a horvát hadsereg. A lakosság többsége elmenekült. Később néhány, főként idős ember visszatért, de mára a falu a kihalás szélén áll. 2011-ben mindössze 4 állandó lakosa volt.

## Népesség
| Lakosság változása | Lakosság változása | Lakosság változása | Lakosság változása | Lakosság változása | Lakosság változása | Lakosság változása | Lakosság változása | Lakosság változása | Lakosság változása | Lakosság változása | Lakosság változása | Lakosság változása | Lakosság változása | Lakosság változása | Lakosság változása |
| ------------------ | ------------------ | ------------------ | ------------------ | ------------------ | ------------------ | ------------------ | ------------------ | ------------------ | ------------------ | ------------------ | ------------------ | ------------------ | ------------------ | ------------------ | ------------------ |
| 1857               | 1869               | 1880               | 1890               | 1900               | 1910               | 1921               | 1931               | 1948               | 1953               | 1961               | 1971               | 1981               | 1991               | 2001               | 2011               |
| 466                | 595                | 584                | 673                | 699                | 668                | 655                | 712                | 477                | 536                | 476                | 335                | 251                | 175                | 18                 | 4                  |

## Nevezetességei
- Határában a Zrinska gora hegységben állt egykor Brumen (Brubnó) vára. A várat valószínűleg a Babonićok építették a 13. században. Falai helyenként két méter magasságban is állnak.
- A középkori Szent Miklós plébániatemplomból csak csekély alapfalak maradtak.
- Vasilij Gačeša nemzeti hős emlékháza, aki itt esett el 1942. április 29-én az usztasákkal vívott harcban.